# 徐心泰
徐心泰（？—？），四川省敘永直隸廳人，清朝政治人物、進士出身。
光緒十五年（1889年），参加光緒己丑科殿試，登進士二甲28名。同年五月，著主事，分部学习。